# Liste lessicali

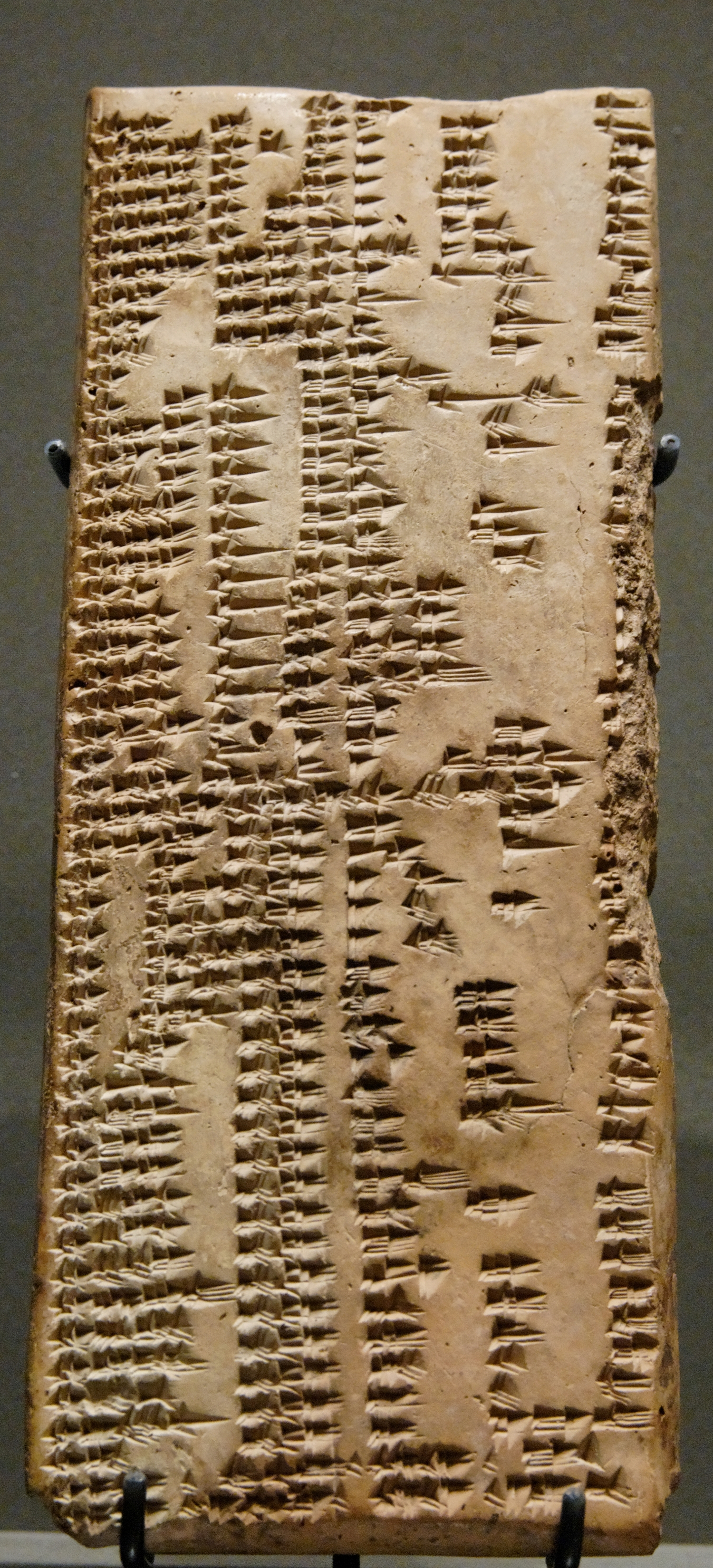
La tavoletta 16 dell'opera enciclopedica in 24 tavolette detta Urra=hubullu, una lista di corrispondenze lessicali tra sumero e accadico. La tavoletta 16 è dedicata alle pietre e agli oggetti in pietra.

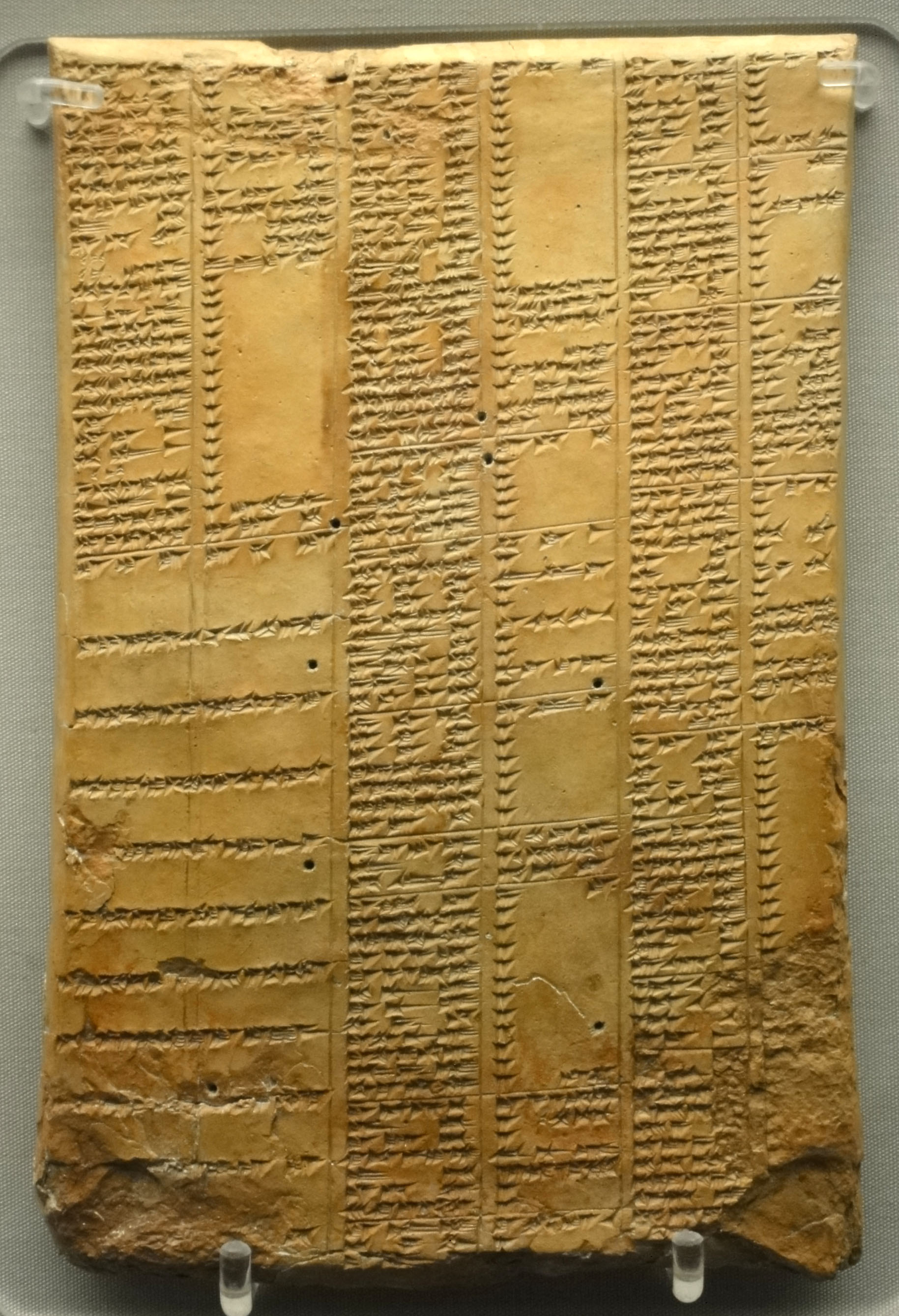
Lista di sinonimi dalla Biblioteca di Assurbanipal, periodo neo-assiro in una tavoletta conservata al British Museum (K.4375)

Le liste lessicali erano un genere di testo diffuso in Mesopotamia e in tutte le aree del Vicino Oriente antico dov'era in uso la scrittura cuneiforme. Apparse fin dagli inizi della scrittura, erano lunghe liste di parole, raccolte per categorie (professioni, titoli di funzionari, animali, piante, toponimi, oggetti ecc.).
Inizialmente monolingui (in sumero), le liste lessicali vennero poi prodotte in versioni bilingui (soprattutto sumero e accadico), il che rappresentò un grande aiuto per interpretare correttamente la scrittura cuneiforme e il sumero.

## Storia
La storia delle liste lessicali può essere articolata in tre periodi fondamentali:
- il III millennio a.C.;
- la prima metà del II millennio a.C.;
- un'ultima fase dalla seconda metà del II millennio alla prima metà del I millennio a.C.

Le liste lessicali, insieme ai rendiconti amministrativi, sono i più antichi tipi testuali in cuneiforme. La definizione di questi due generi, individuati in un corpus proveniente dalla cosiddetta "prima città", Uruk, rimonta alla fine del IV millennio a.C. I documenti amministrativi sono molto più numerosi, sia per il Periodo di Uruk sia per tutta la storia del Vicino Oriente antico. Il corpus di Uruk si compone di circa 1800 tavolette (livello IVa dell'area dell'Eanna), di cui circa venti sono di carattere lessicale. Vi sono poi circa 3200 testi del Periodo di Gemdet Nasr (3100-2900 a.C.) e tra questi ben 700 hanno carattere lessicale.
Le prime redazioni delle liste lessicali previdero alcune oscillazioni nel formato, ma in breve questo si stabilizzò. La posizione di ciascuna parola era fissa e non accompagnata da alcuna spiegazione. All'inizio, tali glossari erano peraltro monolingui e scritti solo in sumero.
Una delle più antiche liste lessicali è una Lista delle professioni, apparsa nel Periodo di Uruk (Uruk IV) e ricopiata fino all'Età paleo-babilonese (prima metà del II millennio a.C.). Tale lista contiene circa 120 termini, probabilmente organizzati in forma gerarchica, a partire dalle cariche ufficiali di vertice. Proprio in ragione dell'antichità della lista, alcuni dei termini offerti restano oscuri. La popolarità della lista rimase enorme per centinaia di anni, anche quando gran parte dei termini offerti era ormai desueta. Copie manoscritte apparvero anche oltre i confini della Babilonia, ad esempio ad Ebla e a Susa. Il cosiddetto Sillabario di Ebla, un testo usato per insegnare agli scribi come pronunciare i segni sumerici, fu redatto usando la Lista delle professioni sumera.
Quelle di Ebla rappresentano il primo caso di liste lessicali integrate da traduzioni in altra lingua (in questo caso, una lingua semitica locale, l'eblaita), con l'indicazione della pronuncia sumera (a Ebla la scrittura cuneiforme era stata importata intorno alla metà del III millennio a.C.). Quando poi la lingua sumera fu soppiantata dall'accadico (intorno al 2000 a.C.), le liste lessicali bilingui di norma accostarono sumero e accadico. Mentre le liste eblaite organizzavano il termine sumero e la corrispondente traduzione in eblaita nella stessa colonna, le liste accadiche previdero inizialmente glosse con caratteri di dimensioni inferiori e poi l'accostamento di una seconda colonna.
Sono pervenute poche liste lessicali della fine del III millennio, mentre la tradizione riprende con forza, almeno dalle risultanze dei reperti, nel II millennio, pur se con molteplici differenze rispetto ai formati precedenti. Si tratta di un periodo in cui il valore sillabico della scrittura stava prendendo sempre maggiore importanza rispetto al valore logografico. Questa trasformazione fu determinata soprattutto dalla necessità di trascrivere in cuneiforme l'accadico, che è una lingua flessiva (a differenza del sumero, che è una lingua agglutinante). Da tutto ciò conseguì che alle liste di logogrammi sumerici fu aggiunta la pronuncia in sillabogrammi.
Un ulteriore sviluppo si ebbe alla metà del II millennio. Queste trasformazioni sono meglio documentate in Anatolia e in Siria. Si tratta per lo più di liste bilingui e alcune di queste comprendono migliaia di linee organizzate in dozzine di tavolette. Queste nuove liste si diffusero insieme alla scrittura cuneiforme in tutto il Vicino oriente: se ne trovano a Khattusha, ad Alalakh, a Ugarit, a Emar e ad Akhetaton (Amarna).
Le diverse civiltà che adottarono l'uso di compilare le liste lessicali adattarono alle proprie esigenze, secondo il proprio grado di multilinguismo, i formati originali. In alcuni casi, quindi, furono aggiunte altre colonne. Ad esempio, a Khattusha sono state trovate liste con ulteriori colonne per ospitare traduzioni in ittita e in hurrita. A Ugarit, una lista babilonese, detta Sillabario a (Sa), giunse a ospitare quattro colonne per altrettante lingue: sumerico, accadico, hurrita e ugaritico.

## Principali liste lessicali
È solo a partire dall'ultima fase delle liste lessicali che è possibile attribuire a ciascuna di esse un nome. Gli antichi le individuavano indicando la prima linea e questo è anche l'uso tra gli studiosi moderni. Le liste bilingui, nell'uso moderno, vengono identificate da due vocaboli trascritti collegati da un segno '=' ('uguale').
Ecco, a mo' di esempio, alcune delle liste più importanti.
- "A = nâqu": lista di 42 tavolette; le linee sono ordinate secondo la forma dei segni (solo segni semplici); è fornita la pronuncia e la traduzione in accadico.
- "Ea = nâqu": rappresenta una sintesi della precedente (8 tavolette).
A queste due liste si ispirano il Sillabario a (Sa) e il Sillabario b (Sb).
- "Izi = išātu": anche questa lista è ordinata in base alla forma dei segni, ma contiene anche segni composti; la lista è stesa in 30 tavolette, ma ci è pervenuta incompleta.
- "Diri = atru": ha una struttura simile alla lista "Ea = nâqu"; consta di 7 tavolette e comprende segni composti la cui lettura non corrisponde alla lettura dei segni componenti; è offerta quindi non solo la pronuncia in sumero, ma anche un'analisi del segno composto, così com'è formato dai segni componenti; l'analisi non considera l'evoluzione nel tempo della forma dei segni, ma dà conto solo della forma in uso al momento della redazione della lista.
- "ḪAR-ra = ḫubullu": lista di 24 tavolette, organizzata per argomento; la traduzione in accadico è posta in una seconda colonna; le prime due tavolette offre un elenco di formule giuridiche piuttosto tarde; il nucleo centrale della lista offre invece un elenco di oggetti disparati, ordinati approssimativamente secondo le categorie 'alberi e oggetti in legno', 'canne e oggetti di canna', 'vasellame', 'oggetti in metallo', 'animali domestici e selvatici', 'parti del corpo', 'pietre', 'piante', 'uccelli e pesci', 'tessuti', 'luoghi', 'stelle', 'birra e generi alimentari'.
- "Lú = ša": lista di professioni e di funzionari; include anche aggettivi relativi al comportamento umano e nomi relativi alla parentela; la lista deriva da un prototipo dell'inizio del II millennio.

È poi attestata una sorta di "lista scolastica", usata cioè per apprendere a scrivere, che offre segni raggruppati a tre a tre, secondo la sequenza vocalica u-a-i.
Anche il Sillabario a e il Sillabario b avevano fini didattici. Sa è una lista di segni, mentre Sb è una sua estensione, influenzata da "Ea = nâqu". Sb, in qualche caso, offre una colonna con traduzione in accadico. Sa è talvolta integrata da traduzioni, ma solo in copie rinvenute fuori dalla Babilonia. È probabile che queste liste venissero imparate a memoria dagli apprendisti scribi: sono state, infatti, rinvenute diverse tavolette con esercizi di scrittura che riprendono parti dei due sillabari.